# Hassan Al-Haydos
Hassan Al-Haydos (ur. 11 grudnia 1990 w Dosze) – katarski piłkarz grający na pozycji pomocnika w katarskim klubie Al-Sadd i reprezentacji Kataru, której jest kapitanem. W 2019 roku zdobył z kadrą narodową Puchar Azji 2019. Był wówczas kapitanem zespołu i jednym z kluczowych zawodników.

## Kariera klubowa
Hassan Al-Haydos jest związany z Al-Sadd od początku kariery. Katarczyk spędził tam całe życie. Dwukrotnie zdobył mistrzostwo kraju. Największym osiągnięciem było jednak wygranie Azjatyckiej Ligi Mistrzów w 2011 roku. Al-Haydos uznawany jest za jeden z symboli klubu.

## Kariera reprezentacyjna
Al-Haydos w kadrze Kataru zadebiutował w 2007 roku. Przez wiele lat był ważną postacią kadry. Uczestniczył w Pucharach Azji: 2011, 2015 i 2019. Ten ostatni zakończył się wielkim sukcesem. Al-Haydos jako kapitan drużyny zdobył złoty medal.
Został powołany także na: Copa América 2019, Złoty Puchar CONCACAF 2021, Mistrzostwa Świata 2022 i Puchar Azji 2023.